# 中北岸
中北岸（Mid North Coast）是澳洲新南威尔士州的一个地区，包含自锡尔罗克斯（Seal Rocks，在悉尼以北275公里）至伍尔古尔加（Woolgoolga，悉尼以北562公里）的大片地区。自南向北，境内主要镇市有：姐妹城镇福斯特与坦卡里、塔里、麦觉里港、肯普西、西南岩城、楠巴卡黑兹和科夫斯港。麦觉里港与科夫斯港是较大的经济中心，有完善的购物、旅游设施。其次是肯普西与姐妹城镇福斯特-坦卡里。
该地区为亚热带气候，主要工业是放牧业、伐木业与旅游业。